# 永遠のともだち
「永遠のともだち」（えいえんのともだち）は、2004年9月23日に発売されたFairlifeの1枚目のシングル。
いずれの楽曲も作詞を春嵐、作曲を浜田省吾、編曲を水谷公生が担当している。1枚目のアルバム『Have a nice life』からの先行シングルとして発売された。
A面のリード・ヴォーカルにはポルノグラフィティの岡野昭仁が招かれている。地球平和について描かれた楽曲で、この作品の売上による印税収入は、浜田省吾が設立した基金「J.S.Foundation」を通して、戦地や被災地の支援に役立てられた。
カップリングの「砂の祈り」は浜田がヴォーカルを担当している。こちらも戦争と平和をテーマにした楽曲になっている。

## 収録曲
1. 永遠のともだち feat.岡野昭仁 from ポルノグラフィティ
2. 砂の祈り feat.浜田省吾
3. under the clouded sky (instrumental)
4. 永遠のともだち feat.岡野昭仁 from ポルノグラフィティ（オリジナル・カラオケ）
5. 砂の祈り feat.浜田省吾（オリジナル・カラオケ）

## 演奏
永遠のともだち feat. 岡野昭仁 from'ポルノグラフィティ
- 岡野昭仁：Vocal
- 春嵐：Voice
- 浜田省吾：Acoustic Guitar, Backing Vocal
- 水谷公生：All Other Instruments, Recording, Mixing

砂の祈り feat. 浜田省吾
- 浜田省吾：Vocal
- 水谷公生：All Other Instruments, Recording, Mixing

under the clouded sky (instrumental)
- 水谷公生：All Other Instruments, Recording, Mixing